# 威斯特法伦方言
威斯特法伦方言 （Westfälisch）是西低地德語的主要方言组之一。威斯特法伦方言的主要使用地區是北莱茵-威斯特法伦州的東北部地區。由於低地德語區較早開始受到標準德語教育的影響，受標準德語發音的影響較強，現在標準的威斯特法伦方言只在一些老人中使用，但威斯特法倫的德語方言中仍然有很多威斯特法伦方言元素。